# Xu Xiaoming
Xu Xiaoming (* 14. September 1984 in Harbin) ist ein chinesischer Curler. Er ist Mitglied des Harbin Curlingclub und spielt derzeit auf der Position des Third im chinesischen Nationalteam unter Skip Liu Rui.
Xu war der Skip des ersten Teams der Volksrepublik, welches 2002 an der Pazifikmeisterschaft teilnahm. Zur ersten Medaille führte er sein Team bei der Pazifik-Juniorenmeisterschaft 2005. Danach wechselte er auf die dritte Position und gewann unter Skip Wang Binjiang bei den Pazifikmeisterschaften 2006 die Bronze-Medaille und Gold bei den Junioren. Mit Skip Wang Fengchun wurde er 2007, 2008, 2009 und 2010 Pazifikmeister. Weitere Goldmedaillen folgten 2011, 2012 und 2013 unter Liu Rui als Skip. 2015 gewann er mit dem chinesischen Team die Bronzemedaille mit Skip Zang Jialiang. Bei der Pazifik-Asienmeisterschaft 2016 war er wieder mit Liu Rui als Skip dabei und gewann die Silbermedaille.
Bei den auf die Siege bei der Pazifikmeisterschaft folgenden Weltmeisterschaften war ein vierter Platz 2008 die beste Platzierung.
Im Februar 2010 nahm Xu als Mitglied des chinesischen Teams an den Olympischen Winterspielen 2010 in Vancouver (Kanada) teil. Die Mannschaft belegte den achten Platz. Bei den Olympischen Winterspielen 2014 in Sotschi spielte er als Third unter Skip Liu Riu. Die Mannschaft kam in die Play-offs, verlor aber im Halbfinale gegen Kanada mit Skip Brad Jacobs und im Spiel um Platz 3 gegen Schweden mit Skip Niklas Edin.
Beim Olympischen Qualifikationsturnier im Dezember 2017 konnte er mit der chinesischen Männermannschaft nur den fünften Platz erreichen und verpasste damit die Qualifikation für die Olympischen Winterspiele 2018.